# Paraperla lepnevae
Paraperla lepnevae is een steenvlieg uit de familie groene steenvliegen (Chloroperlidae). De wetenschappelijke naam van de soort is voor het eerst geldig gepubliceerd in 1970 door Zhiltzova.